# Jan Børge Poulsen
Jan Børge Poulsen (né le 23 mars 1946) est un footballeur puis un entraîneur danois de football.

## Biographie
Avec le BK Frem, il remporte la Division 2 danoise en 1982. 
En 1992, il fait partie du staff danois qui remporte l'Euro 1992. 
Avec la Tanzanie, il remporte la Coupe CECAFA des nations 2010.